# イグナイト -法の無法者-
『イグナイト -法の無法者-』（イグナイト ほうのむほうもの）は、2025年4月18日から6月27日までTBS系「金曜ドラマ」枠で放送されたテレビドラマ。主演は間宮祥太朗。

## あらすじ
「争いは、起こせばいい」その考えの元に「ピース法律事務所」を営む代表の轟謙二郎。
理不尽な理由で窮地に陥っているものの揉め事は起こしたくない、仕返しが怖い、今さらどうでもいい、放っておいてほしいという被害者を法廷の場に引っ張り出し訴訟を勝ち取る。さらに被告からは少なくない金銭を受け取るためには手段を選ばない。困っている人々を助けることが目的なのか、それともただの金銭目的なのか。
数年前、湊市で路線バスが暴走して死者を出す事故が発生した。バス運転手である宇崎裕生の薬物利用が原因とされたことで息子の宇崎凌と凌の母親の宇崎純子は世間からの中傷誹謗に耐えながら生きていた。しかし、父親の死に納得がいかない凌は、真相解明のために弁護士となる。
純子が営む弁当屋を訪れた謙二郎が名刺を置いていく。その名刺をきっかけに凌は、「ピース法律事務所」の一員となる。そこで、謙二郎と出会うが、謙二郎の娘はバス事故で亡くなっていた。事故の加害者と被害者が一つの法律事務所にいる運命のいたずらとも思える関係は、決して偶然ではなく事故の真相を明らかにしたいという謙二郎が仕組んだものだった。
バス事故の原因は、運転手の薬物利用などではなく別の理由がある、そしてその事実を隠蔽しようとする大きな力が働いている。警察組織からは疎まれている捜査一課刑事の浅見涼子や時と場合によって七変化の役を演じる弁護士の桐石拓磨の力を借りながら、一筋縄ではいかないバス事故の真相解明に外堀から切り崩していくピース法律事務所。
バス事故の真相解明のために巨大な権力に立ち向かう。

## キャスト

### ピース法律事務所
宇崎凌（うざき りょう）〈31〉
演 - 間宮祥太朗（幼少期：松本瑛貴）
新米弁護士。父親をバス事故で亡くし、その事故の原因が父親の薬物利用という理由に納得がいかないため、会社員を辞め、法の世界を目指す。熱意があるがゆえに先走ってしまい、周囲を混乱に巻き込むことも少なくない。
伊野尾麻里（いのお まり）
演 - 上白石萌歌
「法律を知れば声を出せる」という言葉に背中を押されて弁護士を目指した。事務所では、ムードメーカーではあるが、泣き寝入りせざるを得ない弱者をそのままで終わらせてはいけないという強い信念もある。高校時代に自身が盗撮されたことで心に傷が残ってしまい、それを未だに引きずっている現実との苦悩を抱えている。ある高校陸上選手が盗撮事件に巻き込まれた際、被害者の心に寄り添いながら事件の解決に立ち向かった。その結果、被害者を救いつつ自信の過去とも決別した。
高井戸斗真（たかいど とうま）
演 - 三山凌輝（幼少期：松永龍）
事務所最年少の弁護士。常に冷静沈着であるため、先走ってしまう凌とは折り合いが良くはなかったが、しだいに凌の思いに心を動かされるようになる。一時期、謙二郎たちを裏切って、敵対する弁護士側のメンバーになるが、それは自身の家族が受けた不当な扱いに一矢を報いるためであった。
轟謙二郎（とどろき けんじろう）
演 - 仲村トオル
代表で手段を選ばぬ勝利至上主義。娘をバス事故で亡くした。ドーナツが好物である。

### 関連人物
宇崎純子（うざき じゅんこ）
演 - 藤田朋子
凌の母。弁当屋を営んでいる。事故の加害者家族ということで、嫌がらせなどの中傷誹謗に耐えながら生きている。薬物利用が事故の原因とされていることについては、凌とともに納得していない。
浅見涼子（あさみ りょうこ）
演 - りょう
捜査一課の刑事。警察上層部の指示に必ずしも従うことなく単独での捜査をするため、警察組織からは疎ましく思われている。
桐石拓磨（きりいし たくま）
演 - 及川光博
ライバル弁護士。実は裏で轟たちと手を組んでおり、関係者の前に現れては臨機応変に役柄を演じている。
宇崎裕生（うざき ゆうせい）
演 - 宮川一朗太
バス事故の運転手。宇崎凌の父親。
轟佳奈（とどろき かな）
演 - 藤﨑ゆみあ（幼少期：松岡夏輝）
事故を起こしたバスに乗っていた乗客の女子高生。轟謙二郎の娘。

### ゲスト

#### 第1話
斎藤美咲
演 - 土屋太鳳（特別出演、第2話・第6話・最終回）
「山上工業」社員。3年前にサイロ事故で夫・裕二を亡くしている。息子と2人暮らし。
山上辰郎
演 - 住田隆（最終回）
「山上工業」社長。
山上光輝
演 - 長村航希
「山上工業」副社長。社長の息子。
三井
演 - 沖山翔也
「吉田解体」社員。山上光輝の後輩。
斎藤裕二
演 - 世良佑樹
「山上工業」元社員。美咲の夫。3年前、夜勤中にサイロに転落して死亡している。
斎藤俊
演 - 加藤侑大
美咲の息子。
吉田孝明
演 - 福吉寿雄
「山上工業」と取引のある解体業者「吉田解体」社長。
高野
演 - 滝裕二郎
「山上工業」に入札についての苦情を訴える同業者。
交通誘導員
演 - 田子天彩
宇崎凌と夜間の交通誘導をする誘導員。
男性
演 - 倉冨なおと
車に傷がついた、と交通誘導員に因縁をつける男性。
主婦
演 - 小林晶、鈴木アメリ
「山上工業」社員の妻たち。

裁判長
演 - 佐渡山順久（第5話・第6話）
「山上工業」との民事訴訟の裁判長。
社員
演 - 西村誠治
弁護士の訪問を社長に伝える「山上工業」社員。

#### 第2話
西田颯斗（にしだ はやと）
演 - 宮近海斗（第6話・最終回）
真斗の弟。東修大学ラグビー部員。年代別代表にも召集される将来有望な選手。
飯尾直樹（いいやま なおき）
演 - 塩崎太智
西田真斗の親友の元東修大学ラグビー部員。
萩原
演 - 羽谷勝太（第9話 - 最終回）
刑事。浅見涼子の部下。
上山哲郎
演 - 中村公隆
東修大学ラグビー部 監督。
松本裕士
演 - 岩永ひひお
東修大学 顧問弁護士。
西田智彦、西田雅子
演 - 永倉大輔、山本郁子
西田兄弟の両親。
OB
演 - 武田幸三、虹色拓朗
東修大学ラグビー部のOB。
内藤正太
演 - 久遠親
東修大学ラグビー部 キャプテン。
西田真斗
演 - 藤江琢磨
颯斗の兄。東修大学ラグビー部 部員。イジメを苦に自殺を図り、意識不明で寝たきりの状態。
大倉一郎
演 - モロ師岡
東修大学 理事長。
裁判長
演 - 林田一高（第8話・最終回）
西田颯斗が学校を訴えた裁判の裁判長。
松田一樹
演 - 藤井アキト（第10話）
学生に麻薬性鎮痛剤をさばく新宿の売人。
女子大生
演 - 永田凜、三原羽衣
高井戸が話を聞く東修大学チア部の女子大生。
部員
演 - 稲田理有
証人として法廷に立つラグビー部 部員。

部員
演 - 早川彪、小森亮宙
同ラグビー部員。

#### 第3話
高山恭子
演 - アンミカ（第6話・最終回）
轟を訪ねて来た港町・帆刈にある大衆食堂の店主。怪我をしたクオンのことを宇崎凌に相談する。結婚していたが、夫と幼い息子を海の事故で亡くしている。
二見壮一
演 - ドロンズ石本
水産加工業「二見水産加工」社長。クオンの雇い主。
関口
演 - ひょうろく
外国人技能実習生の監理団体 代表。「帆刈総合開発」社長。
クオン
演 - パース・ナクン（最終回）
ベトナムから来て「二見水産加工」で働く外国人技能実習生。1ヶ月前、テトラポッドから落ちて怪我をし、入院している。
チャン
演 - King Boy（アケガラス）
「二見水産加工」外国人技能実習生。
弁護士
演 - 井上雄太
「二見水産加工」の代理人弁護士。
裁判長
演 - 前田恭明

浩太、浩太の父
演 - 石塚錬、小山田織音
帆刈に住む父子。
元実習生
演 - フィン・ニャット・ホア
「二見水産加工」で以前働いていた外国人技能実習生。
千賀光一
演 - 田中直樹（第4話・第5話・第9話 - 最終回）
大手事務所「THREE STAR LAW OFFICE」のやり手弁護士。謙二郎とは少なからず因縁がある。
音部卓郎
演 - 髙嶋政伸（特別出演、第4話 - 最終回）
湊市 市長。自動運転の実用化に向けて水面下で協力していたもののバス事故が起きてしまったため、バス事故の原因は運転手の過失によるものと処理するよう根回しをした。

#### 第4話
牧田一也
演 - 原嘉孝（timelesz、第6話・最終回、幼少期：石川誉）
「牧田材木店」社長。中学生の時に母親が病死している。父の失踪後、勤めていた会社を辞めて「牧田材木店」を継いだ。父と開発していたエコ断熱パネルを「ミートハウジング」に盗まれてしまう。
牧田和彦
演 - 大石継太
一也の父。「牧田材木店」先代社長。ある日突然、女性を作って失踪してしまう。
熊本
演 - 松田大輔
「牧田材木店」社員。長渕剛ファン。
川島圭
演 - 楽駆
「牧田材木店」社員。
木下
演 - 田島亮
新興大手建材メーカー「ミートハウジング」社員。「牧田材木店」の建材開発をサポートすると言っていたが、エコ断熱パネルの技術を盗む。
高野
演 - 山野海
「牧田材木店」社員。
池澤陽太
演 - 土佐和成（第5話）
「ミートハウジング」顧問弁護士。
富田康生
演 - 尾崎右宗
「ミートハウジング」社長。木なのに燃えにくい新しいエコ断熱パネルで話題になっている新興建材メーカー。
裁判長
演 - 若林秀敏（第6話・第7話・第10話）
「牧田材木店」原告裁判の裁判長。轟が呼ばれた綱紀委員会の委員長（第6話）。
闇金業者
演 - 香川幸允、金之龍
牧田和彦が借金している闇金業者の従業員。

青年
演 - 三浦由暉（第9話）
純子の店にスプレーで落書きして宇崎に殴られる青年。
アナウンサー
声 - 穂南綾音（第9話）、山本五郎
バス事故で運転手の宇崎裕生を過失運転致死の疑いで書類送検したことを伝える。

記者
演 - かに幸大（第10話）

#### 第5話
高島陽次
演 - 羽場裕一（第6話）
健康食品会社「ディアヒューマン」社長。音部市長の小学生時代からの友人。
今井俊彰
演 - JP
「ディアヒューマン」の査察を担当する税務調査官。元国税査察部。
松原裕一郎、松原美沙
演 - 瀬下尚人（第6話）、原ふき子（第6話）
自殺した湊市役所職員・知里の両親。
社員
演 - 石川大樹
「ディアヒューマン」の経理社員。
森真子
演 - 志武明日香
税務調査官。今井の部下。
男性
演 - 大重わたる
桐石が高島を騙すために税務調査を受けた人物として雇った男性。
松原知里〈享年27〉
演 - 大島涼花（第6話）
自殺した湊市役所特別支援政策課 職員。1年前まで秘書課で市長秘書だった。
高井戸遼介
演 - 椎原克知（第4話、第6話）
斗真の父。町工場「高井戸工業」を営んでいた。
高井戸裕美子
演 - もりけい子（第6話）
斗真の母。
被害者
演 - 数ヒロキ（役名：飯田）、山口森広、佐藤まんごろう（役名：高橋）
出資金詐欺被害者。
広報
演 - 桜川みゅう
「ディアヒューマン」広報。宇崎に自社商品「シンピノ」の説明をする。
職員
演 - 遠藤瞳（第6話）
音部を呼びに来る湊市秘書課職員
男性
演 - 平野健太
高島と喫茶店で待ち合わせしていた男性。
ホステス
演 - 吉川みなみ、山優香
税務調査を乗り切った高島が打ち上げで繰り出した店のホステス。

#### 第6話
小谷加奈子
演 - 酒井若菜
湊市役所秘書課 課長。秘書課時代の知里の上司。
男性
演 - 杉本隆幸
特別支援政策課でなぜ補助金が出ないのか、と知里を恫喝する市民。
農家
演 - 細見良行、松山義文
畑の豪雨対策で知里に世話になっていた農家。
記者、カメラマン
演 - 伊吹空次朗、鳴海陽
松原を直撃取材する「週刊民衆」の記者とカメラマン。
職員
演 - 高橋良輔
新しい部署で一人で仕事を抱える羽目になった知里が助けを求めようとした職員。
市役所職員
演 - 崎本篤、髙橋伸行
外のベンチで宇崎と伊野尾に話を訊かれる湊市役所 職員。
秘書課職員
演 - 福田桃子
湊市役所 秘書課の受付職員。

#### 第7話
三浦彩音
演 - 伊礼姫奈（最終回）
「美人すぎる高校陸上選手」とネットで話題になっている桜橋高校 生徒。
黒田圭介
演 - 赤ペン瀧川（最終回）
盗撮と痴漢の常習犯。過去に伊野尾の盗撮をして逮捕されている。
鳥自爺 / 吉野潤一
演 - 濱正悟（第8話・最終回）
痴漢盗撮サイト「電写鳥師」管理人。
ペロペロペペロンチーノ、ローテル、網タイツ先生
演 - 海老沢七海、てっぺい右利き、大山雄史
「電写鳥師」オフ会参加者。
教師
演 - 佐々木史帆
三浦彩音に付き添う教師。
江藤
演 - 佐藤乃莉
伊野尾の高校のOGの弁護士。進路講演会での彼女の話が伊野尾が弁護士を目指すきっかけとなった。
先輩
演 - 堤もね
学生時代の伊野尾のバレーボール部の先輩。ユニフォーム姿の彼女の写真がアダルトサイトに載っていると教える。
石倉庄司
演 - 杉本哲太（第6話・第8話 - 最終回）
内閣官房長官。バス事故当時の国土交通大臣。自動運転の実用化という大義名分のもと、多少の犠牲はやむを得ないという方針を貫く。そのため、バス事故の原因は運転手にあるとして、バス事故の真相を隠蔽した。

#### 第8話
住菜々子
演 - 堀田茜（最終回）
父・高司が「東亜病院」で脳動脈瘤手術の後亡くなったことで、医療過誤を疑いピース法律事務所に相談する。
桐石綾
演 - 映美くらら（第7話・最終回）
拓磨の妻。「東亜病院」に検査入院している。河野の執刀で脳動脈瘤の手術予定。
河野遼平
演 - 坪倉由幸
「東亜病院」脳神経外科 部長。住高司の手術の執刀医であるが、住高司の死亡により医療過誤の疑惑が浮上した。
猪狩裕貴
演 - 野川慧
「東亜病院」脳神経外科 医師。優秀な医師ではあるが、河野ばかりが目立ってしまうため日陰の存在に甘んじている。
伊藤
演 - 直江喜一
「東亜病院」院長。
弁護士
演 - 渋江譲二
「東亜病院」代理人弁護士。
住さゆり
演 - 三浦純子
菜々子の母、高司の妻。医療過誤訴訟には反対している。

林
演 - 相川裕滋
「東亜病院」入院患者。河野医師は脳外科の名医と言われている、と宇崎らに話す。
相澤健吾
演 - 松本侑真
「東亜病院」放射線科 放射線技師。
石田大輔
演 - 市原朋彦
「東亜病院」放射線科 放射線技師。

船木研二
演 - 伊原剛志
「関東医療脳神経外科学会学術集会」で宇崎にカテーテル手術の説明をする関西弁の男性。実は「京華病院」院長。

受付
演 - 阿部千絢
「東亜病院」受付。

書記官
演 - 伊藤静香

#### 第9話
北村
演 - 飛永翼（第10話）
石倉庄司の秘書。
田村
演 - 森下じんせい
5年前に轟と桐石が所属していた法律事務所「HY LAW OFFICE」での上司。
幸田
演 - 松井ショウキ
5年前、轟が担当したいじめ裁判の原告。娘・由香がいじめにあい、自殺未遂している。
野々村
演 - 長友郁真
5年前のいじめ裁判の証人。幸田由香の担任教師。
同僚
演 - 堀内充治
「みなと中央バス」の宇崎裕生の同僚。
刈谷
演 - 中島もも
5年前の轟の部下。娘の16歳の誕生日のプレゼントは何がいいか、と轟に聞かれる。
刑事
演 - 神野崇（第10話）
警視庁 刑事。バス事故に関する書類を全て所轄から取り上げ、上からの命令だ、と沼田に言う。
沼田
演 - 守谷勇人（第10話）
バス事故を担当する所轄の刑事。
沼田の上司
演 - 藤川三郎

唯
演 - 磯村美羽（第10話）
轟佳奈の友人。
乗客
演 - 油知宏（第1話）、二木靖史（第1話）、宮里拓朗（第1話）、相緒エイミ（第1話）、池田和子（第1話）、レン杉山（第1話）
5年前のバス事故の乗客。

轟謙二郎の妻
演 - 佐々木麻衣（第10話）
故人。

#### 第10話
浜岡
演 - おかやまはじめ
宇崎裕生が働いていた「みなと中央バス」の営業所 所長。
堀切
演 - 平埜生成
「みなと中央バス」のバスの整備をする「みなと中央自動車」の整備士。
磯川
演 - 窪塚俊介
「みなと中央バス」の代理人弁護士。
社員
演 - 増田修一朗、勢登健雄
「みなと中央バス」従業員。会社帰りに宇崎らに話しかけられる。
反社
演 - 阿部遼哉、狩野健太
犯罪を見逃すかわりに松田一樹と共に闇カジノに潜入するよう、浅見から依頼される男たち。
一課長
演 - 山本修夢
警視庁 捜査一課長。浅見の上司。
石川直人
演 - 五十嵐諒
「GIテクノロジーズ」社員。
弁護士
演 - 矢野じゅん
「みなと中央バス」被告側のアシスタント弁護士。
青柳弘路
演 - 小林やすひろ
現警視庁副総監。石倉と出身大学の同門会「鵬翔会」で交流がある。

#### 最終回
宝田
演 - 田中幸太朗（第10話）
自動運転システムを開発していた「GIテクノロジーズ」社長。
望月鈴華
演 - 清水葉月
「GIテクノロジーズ」元社員。自動運転システムの開発をしていたが、バス事故の2カ月前に退職している。
久野宣幸
演 - 山崎潤（第10話）
法医解剖医。宇崎裕生の司法解剖を担当した。
大久保
演 - ヤマダユウスケ
「モビリノ」社長。かつて「GIテクノロジーズ」の自動運転システムの監視を請け負っていた。
村井
演 - 細井じゅん
「GIテクノロジーズ」元社員。望月と同時期に退職している。
執行官
演 - 長島慎治
「モビリノ」の自動運転システムの監視記録を差し押さえにくる裁判所執行官。
村長
演 - 坂口進也
田んぼの汚染をピース法律事務所に相談する村長。

アナウンサー
演 - 田村真子（TBSアナウンサー）
テレビで石倉官房長官の辞任を報じるアナウンサー。

弁護士
演 - 佐藤雄一郎
千賀のアシスタント弁護士。

## スタッフ
- 企画・プロデュース・脚本 - 畑中翔太[1]
- 脚本 - 山田能龍、山口健人[1]、佐和山ユカ
- 法律監修 - 福島健史[1]
- 音楽 - 森優太[1]
- 主題歌 - B'z「恐るるなかれ灰は灰に」（VERMILLION RECORDS）[2]
- プロデューサー - 山田久人、瀬崎秀人、駒奈穂子[1]
- 編成 - 松本友香、杉田彩佳[1]
- 監督 - 原廣利、山口健人、吉田亮[1]
- 製作 - BABEL LABEL、TBS[1]

## 放送日程
| 話数                                       | 放送日  | サブタイトル     | 脚本                | 監督     | 視聴率 |
| ------------------------------------------ | ------- | ---------------- | ------------------- | -------- | ------ |
| Episode1                                   | 4月18日 | 着火させる奴ら   | 畑中翔太            | 原廣利   | 7.7%   |
| Episode2                                   | 4月25日 | 強豪校に潜む闇   | 山田能龍            | 原廣利   | 5.8%   |
| Episode3                                   | 5月02日 | 囚われの海       | 畑中翔太            | 山口健人 | 4.8%   |
| Episode4                                   | 5月09日 | 約束の発明       | 山田能龍            | 山口健人 | 5.2%   |
| Episode5                                   | 5月16日 | カメレオンの男   | 畑中翔太            | 山口健人 |        |
| Episode6                                   | 5月23日 | 裏切りの行方     | 畑中翔太            | 原廣利   |        |
| Epsiode7                                   | 5月30日 | 伊野尾の記憶     | 山田能龍 佐和山ユカ | 原廣利   |        |
| Episode8                                   | 6月06日 | 愛か、正義か     | 畑中翔太            | 吉田亮   |        |
| Episode9                                   | 6月13日 | エピソード0      | 山口健人            | 原廣利   |        |
| Episode10                                  | 6月20日 | 最後の戦いへ     | 山田能龍            | 原廣利   |        |
| The Final Episode                          | 6月27日 | ラストイグナイト | 畑中翔太            | 原廣利   |        |
| （視聴率は関東地区・ビデオリサーチ社調べ） |         |                  |                     |          |        |